# 81mm迫撃砲M35

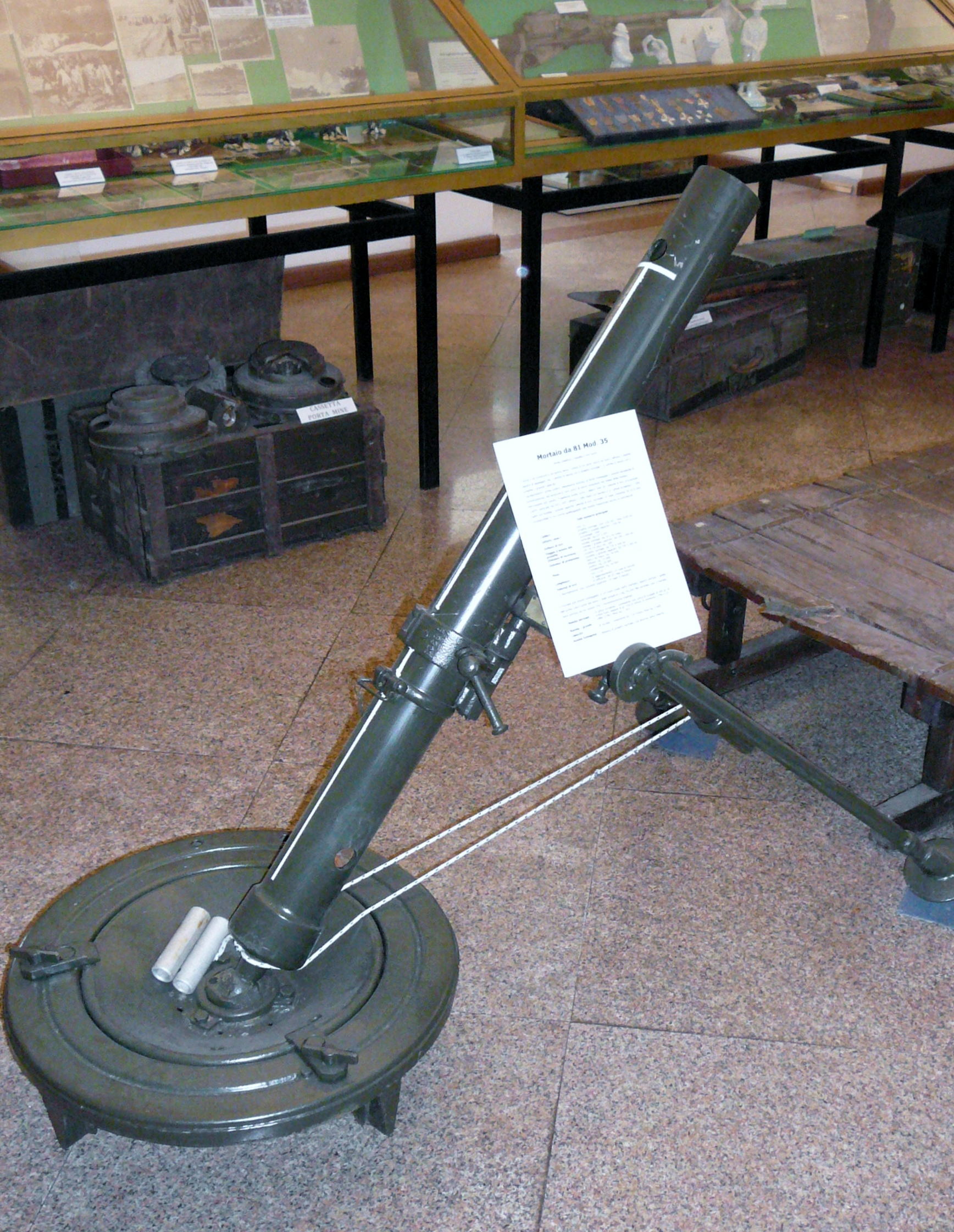
トレントの軍事博物館に展示されている、81mm迫撃砲M35。
底盤が円盤状のものになっている。

81mm迫撃砲M35（イタリア語: Mortaio da 81/14 Modello 35）とは、第二次世界大戦でイタリア軍が使用した口径81mmの中迫撃砲である。
同時期の他国の中迫撃砲と同様にフランスのストークブラン社製81mm迫撃砲をライセンス生産したものであり、形状は同じくストークブラン社製81mm迫撃砲のライセンス生産であるアメリカの81mm迫撃砲M1や日本の九七式曲射歩兵砲と殆ど同一である。
第二次世界大戦を通じてイタリア王国軍や黒シャツ隊、イタリア社会共和国軍が運用した他、1943年にはかなりの数の同砲がドイツ軍の手に渡り、8.1cm迫撃砲276（i）の名称で使用されている。また、北アフリカ戦線においてもイギリス軍がこの砲を接収して使用した記録があり、同軍の3インチ迫撃砲より射程が長いために重宝したようである。

## スペック
- 口径：81mm
- 重量：61kg
- 砲身長：1.1684m（約14.4口径）
- 最大射程：4,050m（軽榴弾：3.2kg） / 1,500m（重榴弾：6.8kg）
- 仰角：40°~90°
- 左右射角：約8°
- 連射速度：18発 / 分

## 登場作品
『炎の戦線エル・アラメイン』
主人公が従軍したイタリア軍「ファルゴーレ」空挺師団で運用されていた。